# Kevi Kaceli
Kevi Kaceli (* 13. November 1995 in Durrës) ist ein albanischer Tennisspieler.

## Werdegang
Kaceli wurde im Mai 2013 erstmals für die albanische Davis-Cup-Mannschaft nominiert. Er bestritt an der Seite von Genajd Shypheja und Rei Pelushi zwei Doppel, die er beide verlor.